# Stigmatopteris clypeata
Stigmatopteris clypeata là một loài thực vật có mạch trong họ Dryopteridaceae. Loài này được (Maxon & C.V. Morton) Lellinger miêu tả khoa học đầu tiên năm 1977.